# غابرييل دوفال
غابرييل دوفال (بالإنجليزية: Gabriel Duvall)‏ (و. 1752 – 1844 م) هو سياسي، وقاضي من الولايات المتحدة الأمريكية. ولد في مقاطعة برينس جورج (ماريلاند).
وهو عضو في حزب اليمين.